# Bizarro Records
Bizarro Records es un compañía discográfica uruguaya creada en el año 2000.

## Historia
El sello se crea en el año 2000 con la edición del álbum Buitres 10 años, el cual registró el aniversario de esta importante banda uruguaya de rock. El sello pasó de editar 5 o 6 discos por año en una primera época, a superar los 15 discos anuales en los años 2003 y 2004. Esto le valió la obtención del premio Pegaso entregado por AGADU, por constituirse en el productor de discos más importante del país.
Entre los artistas producidos por este sello se encontraron músicos tan importantes como No Te Va Gustar, Cuarteto de Nos, Sordromo, Cursi, Laura Canoura y Jorge Nasser, entre otros, a la vez que también editó a grupos que estaban comenzando su carrera artística como Vinilo, La Teja Pride, La Saga, Loopez y Astroboy.
A fines de 2003 concreta un acuerdo con la compañía EMI, por la cual Bizarro administró la edición en CD de los fonogramas incluidos en el importante catálogo del histórico sello Orfeo. Finalmente, en el año 2007 Bizarro concreta la adquisición definitiva de dicho catálogo.
Por estas razones, Bizarro ha logrado la reedición de álbumes que permanecían inéditos en formato de disco compacto, de artistas como Alfredo Zitarrosa, Los Olimareños, La Trampa y Los Tontos, entre otros.
Su director es Andrés Sanabria.